# Большеполянский сельсовет (Липецкая область)
Большеполя́нский сельсове́т — сельское поселение в составе Тербунского района Липецкой области.
Административный центр — село Большая Поляна.

## История
Образовано на основании Закона Липецкой области от 02.07.2004 N 114-ОЗ «О наделении муниципальных образований в Липецкой области статусом городского округа, муниципального района, городского и сельского поселения». Границы поселения определены Законом Липецкой области от 23.09.2004 N 126-ОЗ «Об установлении границ муниципальных образований Липецкой области».

## Население
| 2009 | 2010 | 2012 | 2013 | 2014 | 2015 | 2016 |
| ---- | ---- | ---- | ---- | ---- | ---- | ---- |
| 823  | ↘821 | ↘792 | ↘766 | ↘752 | ↗758 | ↗781 |
| 2017 | 2018 | 2021 |      |      |      |      |
| ↗786 | ↘760 | ↘706 |      |      |      |      |

## Состав сельского поселения
| № | Населённый пункт | Тип населённого пункта       | Население |
| - | ---------------- | ---------------------------- | --------- |
| 1 | Большая Поляна   | село, административный центр | ↗617      |
| 2 | Красная Поляна   | село                         | 26        |
| 3 | Малиновая Поляна | село                         | ↘178      |

## Местное самоуправление
Глава администрации — Есаулова Людмила Александровна (избрана 14 марта 2010 года).

## Экономика
Большинство сельскохозяйственных земель поселения КФХ «Рассвет», под руководством лучшего фермера России, депутата Липецкого областного Совета депутатов IV созыва — Л.И. Сафоновой. Действуют животноводческие фермы того же хозяйства. Так же на территории поселения расположены предприятия: КФХ «Березка», ИП Алехин, КФХ «Дон», КХ «Рубин», ЧП Ходов, АЗС «Каранат», 3 магазина и 2 кафе.

## Образование и культура
В поселении работают: средняя школа, детский сад, дом культуры, библиотека.
В настоящее время в селе Большая Поляна завершается строительство храма имени Преподобного Сергия Радонежского.

## Здравоохранение
В селе Большая Поляна действует врачебная амбулатория.

## Известные уроженцы
Камынин, Кирилл Леонтьевич — Герой Советского Союза.